# Linognathoides palaearctus
Linognathoides palaearctus är en insektsart som först beskrevs av Olsoufjev 1938.  Linognathoides palaearctus ingår i släktet Linognathoides och familjen ledlöss. Inga underarter finns listade i Catalogue of Life.